# Józef Noga
Józef Noga (ur. 19 marca 1914 w Woli Dalszej, zm. 22 października 2008 w Łańcucie) – polski lewicowy działacz ludowy, poseł na Sejm PRL I, III, IV i V kadencji.

## Życiorys
Syn Juliana i Julii, w 1928 podjął pracę jako robotnik. Uzyskał wykształcenie średnie (ukończył Szkołę Spółdzielczą w Gaci i Technikum Rachunkowości Rolnej w Wysokiej), z zawodu był agrotechnikiem. W 1932 został członkiem Związku Młodzieży Wiejskiej RP „Wici”, a w 1934 Stronnictwa Ludowego. W 1933 w zakładach łańcuckich organizował strajki robotnicze, a w 1937 uczestniczył w lokalnych strajkach chłopskich. W czasie II wojny światowej był żołnierzem Batalionów Chłopskich. W 1944 został kierownikiem Zakładu Przemysłu Spirytusowego w Łańcucie i wiceprezesem Zarządu Powiatowego SL w Łańcucie. Zasiadł też w prezydium Zarządu Wojewódzkiego ZMW RP „Wici” w Rzeszowie, w prezydium ZW Towarzystwa Przyjaźni Polsko-Radzieckiej oraz w Wojewódzkiej Radzie Narodowej. W 1947 został członkiem frakcji Lewica w ramach Polskiego Stronnictwa Ludowego. W 1949 wraz z tą partią przystąpił do Zjednoczonego Stronnictwa Ludowego, obejmując w funkcje sekretarza Wojewódzkiego Komitetu Wykonawczego w Rzeszowie oraz członka Rady Naczelnej. W latach 1952–1956 pełnił mandat posła na Sejm PRL I kadencji z okręgu Jędrzejów (zasiadał w Komisji Finansowo-Budżetowej) oraz funkcję WKW ZSL w Kielcach, przeprowadzając weryfikację członków partii zgodnie z wytycznymi Komitetu Centralnego Polskiej Zjednoczonej Partii Robotniczej. W 1956 objął ponownie kierownictwo w Zakładzie Państwowego Monopolu Spirytusowego w Łańcucie oraz zasiadł w Naczelnym Komitecie ZSL, którego członkiem był do 1973. W 1958 został sekretarzem, a w 1959 prezesem Wojewódzkiego Komitetu ZSL w Gdańsku, pełniąc tę funkcję do 1972. W latach 1961–1972 z okręgu Tczew pełnił ponownie mandat posła III, IV i V kadencji. W trakcie III i IV kadencji Sejmu zasiadał w Komisji Przemysłu Lekkiego, Rzemiosła i Spółdzielczości Pracy, a w V kadencji w Komisji Handlu Zagranicznego.
Pochowany na cmentarzu komunalnym w Łańcucie.

## Odznaczenia
- Order Krzyża Grunwaldu II klasy
- Order Sztandaru Pracy II klasy
- Krzyż Oficerski Orderu Odrodzenia Polski (1955)[2]
- Złoty Krzyż Zasługi
- Medal 10-lecia Polski Ludowej (1955)[3]
- Odznaka 1000-lecia Państwa Polskiego (1966)[4]